# Dorypetalum trispiculigerum
Dorypetalum trispiculigerum är en mångfotingart som beskrevs av Karl Wilhelm Verhoeff 1900. Dorypetalum trispiculigerum ingår i släktet Dorypetalum och familjen Dorypetalidae. Inga underarter finns listade i Catalogue of Life.